# الكنز (فلم 1993)
الكنز هو فيلمٌ مصريٌ أُنتج عام 1993. ضمن أفلام عيد الفطر 1413 هـ. وهو الفيلم الوحيد (حتى الآن) الذي أخرجه المصور سعيد شيمي.
قصة الفيلم مستوحاة من الفيلم الأمريكي الذهب المبلل

## قصة الفيلم
في إسطنبول، يعلن العجوز التركي أوغلي (يوسف داوود) إفلاسه، ويضطر إلى أن يبيع ممتلكاته، ويعيش مع حفيدته إنجي (إلهام شاهين) في كوخ صغير.
يجد أوغلي أثناء بحثه في الكوخ ورق بردي مصري، تركه جده صفوت باشا، يشير إلى وجود كنز. لكن أوغلي يضطر إلى طلب المساعدة من الدكتور كوشي زاده (ممدوح وافي)، الوحيد في تركيا الذي يستطيع قراءة رموز ورق البردي. لكن كوشي زاده يطمع، ويرغب في الاستئثار بالكنز لنفسه. ولذلك يبدأ السباق إلى الكنز بين أوغلي وإنجي من جهة، وبين كوشي زاده، ومساعده سرمد (حمدي السخاوي) من جهة أخرى.
يذهب المتسابقون إلى الكنز إلى مصر، وهناك يلتقي كلُ من أوغلي وإنجي مع الدكتور عبد الرافع (فاروق الفيشاوي)، خبير الآثار المصري، والذي يشترك معهما في البحث عن الكنز، كما يذهبون إلى أدغال أفريقيا، وينجون من الوقوع في قبضة قبيلة من آكلي لحوم البشر.

## شخصيات الفيلم
- إلهام شاهين في دور إنجي حفيدة أوغلي.
- فاروق الفيشاوي في دور د. عبد الرافع، صديق أوغلي، وإنجي.
- يوسف داوود في دور أوغلي.
- ممدوح وافي في دور د. كوشي زاده، خبير المخطوطات التركي.
- حمدي السخاوي في دور سرمد، صديق د.كوشي.

## وصلات خارجية
- مقالات تستعمل روابط فنية بلا صلة مع ويكي بيانات
- الكنز على الدهليز
- الكنز على كاروهات

## مصدر
1. ↑  محمود قاسم، موسوعة الأفلام الروائية في مصر والعالم العربي، الجزء الثاني، الهيئة المصرية العامة للكتاب، 2006، ص 365.
2. 1 2  سعيد شيمي حالة خاصة في السينما المصرية والعربية نسخة محفوظة 12 فبراير 2022 على موقع واي باك مشين.
3. ↑  بعد التحويل إلى التقويم الهجري-مصر نسخة محفوظة 2023-03-18 على موقع واي باك مشين.
4. ↑  قصة سرقة فنية مضحكة نسخة محفوظة 2021-11-02 على موقع واي باك مشين.